# Euryischia lestophoni
Euryischia lestophoni är en stekelart som beskrevs av Riley 1889. Euryischia lestophoni ingår i släktet Euryischia och familjen växtlussteklar. Inga underarter finns listade i Catalogue of Life.

## Bildgalleri

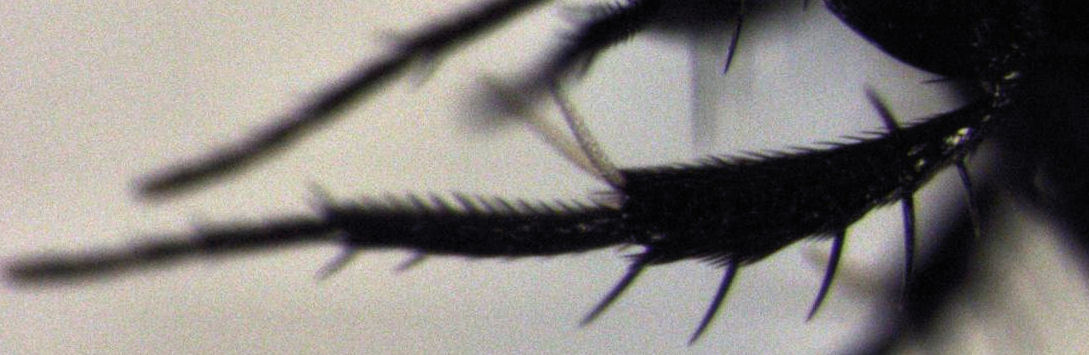
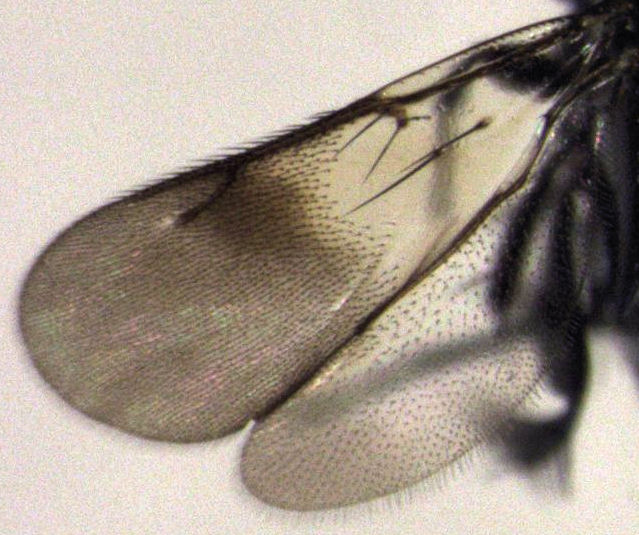
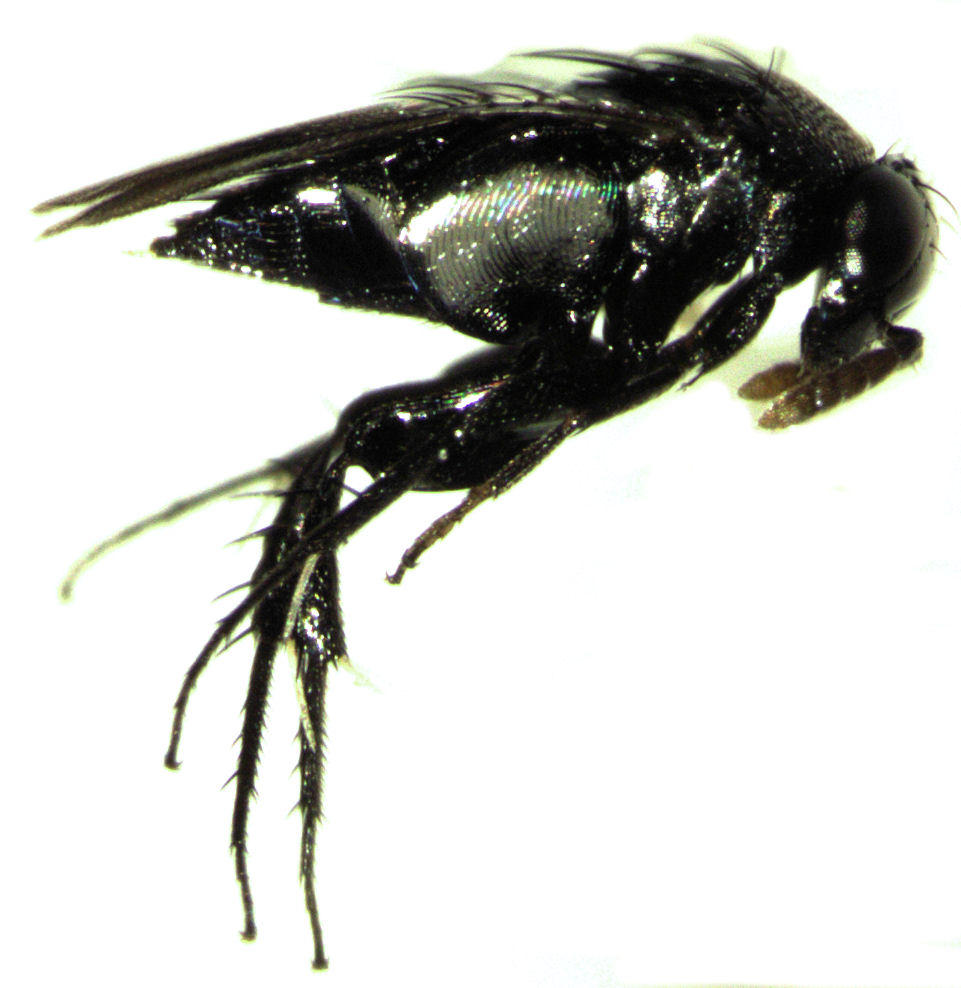